# Kamyszewacha (gruszewskoje sielskoje posielenije)
Kamyszewacha (ros. Камышеваха) – chutor w Rosji, w obwodzie rostowskim, w rejonie aksajskim. W 2010 liczył 347 mieszkańców.